# Моралія (Плутарх)
Моралія (дав.-грец. Ἠθικά) — це збірка рукописів X—XIII сторіччя традиційно приписана грецькому вченому 1 сторіччя Плутарха родом з Херонеї. Містить 78 есеїв, що відбивають уявлення про римське та грецьке життя, однак містячи і вільні роздуми.

## Зміст
Моралія включає в себе книги: «Про удачу або чесноти Александра Македонського» - важливе доповнення до його «Життя великого полководця»; «Про поклоніння Ісіді і Осірісу» - найважливіше джерело інформації про єгипетські релігійні обряди і "Про злі наміри Геродота" (яка, подібно до ораторії про досягнення Олександра, могла були лише риторичною вправою), де Плутарх наводить критику стосовно систематичної прив'язності в творах "Історія" Геродота; поряд з більш філософськими трактатами, такими як «Про занепад оракулів», «Про відстрочку божественної відплати», «Про душевний спокій» і легшими творами, такими як «Одіссей і Грилл» («Bruta animalia ratione uti»), гумористичний діалог між гомерівським Одіссеєм та однією із зачарованих Цирцеєю свиней. Моралія була написана першою, а написання "Життя" зайняло більшу частину останніх двох десятиліть життя самого Плутарха.
Деякі видання «Моралій» містять кілька творів, які сьогодні відомі як псевдоепіграфи. Серед них «Житія десяти ораторів» (біографії аттичних ораторів на основі Цецилія Калакта), «Про думки філософів», «Про долю» та «Про музику». За ці роботи відповідає один " псевдо-Плутарх ", хоча їх авторство невідомо. Хоча записані думки і думки не належать Плутарху і ставляться до пізнішої епосі, вони класичного походження і мають цінність для історика.

## Ідеї

### Дилема про походження
У своєму есе «Симпозіуми» Плутарх обговорює знамениту проблему курки та яйця. Хоча Плутарх був не першим, хто обговорював цю проблему (Аристотель обговорював її за сотні років до Плутарха), він був першим, хто сформулював питання в сучасній формі.

### ПроРеінкарнаціяю
У "Маралії" включено лист Плутарха до дружини, у якому він просить її не піддаватися надмірному горю через смерть їх дворічної дочки, яку назвали Тимоксеной на вшанування її матери. У листі Плутарх висловлює свою віру у реінкарнацію:
Душа, будучи вічною, після смерті подібна до птаха в клітці, яку випустили на волю. Якщо вона тривалий час перебувала в тілі, приручилася багатьма справами та довгою звичкою, то душа відразу ж прийме інше тіло і знову буде залучена до мирського клопоту. Найстрашніше в старості те, що пам'ять душі про інший світ стає тьмяною, і в той же час прихильність до речей цього світу стає настільки сильною, що душа прагне зберегти ту форму, яку вона мала в тілі. Але та душа, яка залишається в тілі лише на короткий час, поки її не звільнять вищі сили, швидко відновлює вогонь і переходить до вищих речей

### Про інтелект
Розум чи Nous (/ˈnaʊs/, /ˈnuːs/, грец. νοῦς) — філософський термін, що означає інтелект. У " Маралії " Плутарх погоджується з Платоном[21], що душа божественніша, ніж тіло, а nous більш божественний, ніж душа.[citation needed] Змішання душі і тіла справляє задоволення і біль; з'єднання розуму і душі справляє розум, який є причиною або джерелом чесноти та пороку.